# Summer Sucks
"Summer Sucks" é o oitavo episódio da segunda temporada da série de desenho animado estadunidense South Park, e o de número 21 da série em geral. Escrito por Trey Parker e Nancy M. Pimental, e dirigido por Parker, o episódio foi transmitido originalmente em 24 de junho de 1998 através do canal de televisão Comedy Central. Jonathan Katz fez uma aparição como ele próprio. No episódio, o verão chega e a cidade de South Park celebra o Dia da Independência construindo uma gigante serpente de faraó, pois os fogos de artifício tornaram-se ilegais no estado. Jimbo e Ned viajam para o México para obter fogos de artifício, enquanto a serpente gigante ameaça destruir o país. Enquanto isso, o Sr. Garrison luta para lidar com a perda de seu fantoche, o Sr. Chapéu.

## Produção
Quando a serpente de faraó começa a crescer fora de controle, os meninos tocam Nearer, My God, to Thee, uma referência ao filme Titanic.

## Enredo
O verão chega em South Park, deixando os meninos descontentes porque as atividades de inverno se tornam impossíveis. Piorando a situação, o estado do Colorado decretou uma proibição estadual para fogos de artifício. Em resposta, Jimbo e Ned viajam para o México para comprar fogos de artifício ilegais. Enquanto isso, a prefeita McDaniels, descobre que as serpentes de faraó ainda são legais, e encomenda a maior serpente já feita para a celebração do Dia da Independência da cidade. Após acessa, o fabricante avisa que ela só irá se apagar em novembro do ano seguinte e que seria impossível apagá-la antes do período. Então, as cinzas atravessa a cidade e o país, destruindo tudo em seu rastro.
Enquanto isso, o Sr. Garrison começa a ter um colapso nervoso porque o seu companheiro, o Sr. Chapéu (Mr. Hat), desapareceu. Ele procura o Doutor Katz em Nova Iorque, que diz que ele é homossexual e o Sr. Chapéu é seu lado gay. Garrison o puxa para fora do estabelecimento, e ele é morto pela serpente gigante. Cartman, neste momento, está tendo aulas de natação, mas tem que lidar com os alunos do primeiro ano urinando na piscina. Jimbo e Ned são capturados pela patrulha da fronteira, mas conseguem escapar, graças à serpente gigante, e voltam para a cidade de South Park com seus fogos de artifício.
Os meninos finalmente conseguem seus fogos de artifício, e quando eles disparam, os fogos destroem a trilha da serpente. As cinzas caem no chão como neve e as pessoas começam a participar de atividades de inverno usando a fuligem preta. O Sr. Garrison volta com um novo companheiro, o Sr. Galho (Mr. Twig). Durante este tempo, Cartman, sendo a única pessoa na piscina, decide nadar o caminho das extremidades da piscina. Ele consegue, mas fica extremamente irritado quando os alunos do primeiro ano retornam urinando na piscina. No final, Chef retorna de suas férias, e quando ele vê os rostos de todos cobertos de cinza negra, prepara-se para dar a todos uma surra.

## Lançamento caseiro
Todos os 18 episódios da segunda temporada, incluindo "Summer Sucks", foram lançados em um box set de DVD em 3 de junho de 2003.